# ماري كامبل
ماري كامبل (بالإنجليزية: Mary Karen Campbell)‏ هي راقصة على الجليد أمريكية، ولدت في القرن العشرين.